# Sædís Rún Heiðarsdóttir
Sædís Rún Heiðarsdóttir, född den 16 september 2004, är en isländsk fotbollsspelare.

## Biografi
Sædís Rún Heiðarsdóttir inledde sin seniorkarriär i Stjarnan år 2020. 2024 kontrakterades hon av Vålerenga. Hon har även representerat det isländska damlandslaget där hon debuterade 2023.